# Сахалінська область
Сахалі́нська о́бласть (рос. Сахали́нская о́бласть) — суб'єкт Російської Федерації, входить до складу Далекосхідного федерального округу. Єдиний регіон Росії, розташований виключно на островах.
Адміністративний центр — м. Южно-Сахалінськ.
Межує по морю з Камчатським краєм, Хабаровським краєм і Японією.
Утворена 2 січня 1947 року.
Частина області, Південні Курильські острови: Кунашир, Ітуруп, Шикотан та група Хабомай є спірною територією з Японією. 

## Географічне положення
Сахалінська область складається з острова Сахалін, Курильських островів. Омивається Охотським і Японським морями, Тихим океаном.

## Часовий пояс
Сахалінська область входить у часовий пояс MSK+8 (UTC+11). З 2011 року літній час тут не використовується.

## Історія
Корінне населення півночі та центру Сахаліну — нівхи та евенки, півдня Сахаліну та Курильських островів — айни.
За Сімодським трактатом (1855 р.) між Російською імперією і Японією Сахалін був визнаний їх спільним нероздільним володінням. З цього часу починається активна колонізація Сахаліну росіянами, яка почала призводити до конфліктів між російським та японським населенням, що мешкало на острові. 1875 року за Санкт-Петербурзьким договором Сахалін повністю переходить до Російської імперії в обмін на 18 Курильських островів, що перейшли до складу Японської імперії. Сахалін стає місцем заслань і каторги.
1905 року після поразки Росії у російсько-японській війні за Портсмутським договором південна частина острову стала володінням Японської імперії під назвою Карафуто-чьō (樺太庁). Під час Громадянської війни в Росії Японська імперія окупувала і російську частину Сахаліну, яку вона повернула вже СРСР у 1925 році. З поразкою Японської імперії у Другій світовій війні 1945 року увесь острів перейшов до СРСР.

## Природа й клімат
Уздовж берегів о. Сахаліну простягнулися Західно-Сахалінські гори (гора Онор, висота до 1330 м) і Східно-Сахалінські гори (найвища точка острова — гора Лопатина, 1609 м), розділені Тимь-Поронайською і Сусунайською низинами. Більша частина Курильських островів гориста (найвища точка — гора Алаїд, 2339 м); відомо близько 160 вулканів, 40 з яких діючі; висока сейсмічність. На території області багато озер, боліт. Головні річки: Тимь, Поронай (о. Сахалін).
Клімат помірний, мусонний. Середня температура січня від −6 °C (на півдні) до −24 °C градусів (на півночі), середня температура серпня від +19 °C (на півдні) до +10 °C (на півночі); кількість опадів — на рівнинах близько 600 мм на рік, у горах до 1200 мм на рік. На території області поширені рідкостойна модринова тайга (на півночі), ліси з аянської ялини й сахалінської ялиці (у центральній частині), широколистяні ліси з ліанами (на південно-заході); у горах — заросли кам'яної берези й кедрового стланика.

## Населення

Розселення нівхів — одного з корінних народів Сахаліну

Сахалінська область вирізняється високою урбанізованістю. Лише менше 14 % населення області мешкає в сільській місцевості. Смертність перевищує народжуваність. Негативний природний приріст і міграційний відтік призводять до інтенсивного зниження загальної чисельності населення.
| 1897     | 1926     | 1939     | 1950     | 1951     | 1959     | 1961     |
| -------- | -------- | -------- | -------- | -------- | -------- | -------- |
| 28 113   | ↘12 000  | ↗100 000 | ↗459 000 | ↗535 000 | ↗649 405 | ↘625 000 |
| 1970     | 1971     | 1975     | 1979     | 1981     | 1986     | 1987     |
| ↘615 652 | ↗618 000 | ↗639 000 | ↗654 915 | ↗669 000 | ↗700 000 | ↗709 000 |
| 1989     | 1990     | 1991     | 1992     | 1993     | 1994     | 1995     |
| ↗709 629 | ↗713 981 | ↗715 333 | ↘714 320 | ↘706 651 | ↘688 638 | ↘659 444 |
| 1996     | 1997     | 1998     | 1999     | 2000     | 2001     | 2002     |
| ↘629 939 | ↘612 329 | ↘595 594 | ↘581 305 | ↘569 234 | ↘560 049 | ↘546 695 |
| 2003     | 2004     | 2005     | 2006     | 2007     | 2008     | 2009     |
| ↘545 008 | ↘538 080 | ↘532 393 | ↘526 235 | ↘521 206 | ↘518 539 | ↘514 520 |
| 2010     | 2011     | 2012     | 2013     | 2014     | 2015     | 2016     |
| ↘497 973 | ↘496 739 | ↘495 402 | ↘493 302 | ↘491 027 | ↘488 391 | ↘487 293 |
| 2017     |          |          |          |          |          |          |
| ↗487 344 |          |          |          |          |          |          |

### Національний склад
| Народ    | Чисельність, 2002, тис. (*) |
| -------- | --------------------------- |
| Росіяни  | 84,3 %                      |
| Корейці  | 5,4 %                       |
| Українці | 4,0 %                       |
| Татари   | 1,25 %                      |
| Білоруси | 1,0 %                       |
| Інші     | 4,05 %                      |

## Економіка
Сахалінська область належить до категорії регіонів Російської Федерації, що поєднують видатний ресурсно-сировинний потенціал з екстремальними умовами його освоєння. Недостатня кадрова забезпеченість і низька інфраструктурна облаштованість території типова для регіонів цієї групи, на Сахаліні обтяжується острівним положенням області, відсутністю стійкого цілорічного зв'язку усередині самого регіону. Саме тому Сахалін належить до проблемних регіонів зі складним інвестиційним кліматом, кардинальне поліпшення якого вимагає значних засобів і тривалого часу.
Сахалінська область, як по сукупному інвестиційному потенціалу, так і по інтегральном ризикам, протягом останніх десяти років стійко тримається в інтервалі від 50-го до 80-го місця серед 89 суб'єктів Російської Федерації.
Область займає 39-е місце в країні по природно-ресурсному потенціалу. Головним ресурсом Сахаліну, окрім біологічних ресурсів моря, кількість яких в регіоні займає перше місце в країні, є вуглеводне паливо. За обсягом розвіданих запасів газового конденсату Сахалінська область займає 4-е місце в Росії, газу — 7-е, вугілля — 12-е й нафти — 13-е місце. По запасах деревини область займає 26-е місце в країні. Однак у Сахалінській області практично повністю відсутній значний спектр рудних мінерально-сировинних ресурсів, незначні гідроенергетичні ресурси, запаси нерудних корисних копалин, що в цілому знижує загальний ресурсний потенціал області. Але, з освоєнням вуглеводних запасів шельфу Охотського моря (за обсягом яких Сахалінська область займає 9-е місце в Росії), зріс виробничий і фінансовий потенціал області. Якщо в 1995 році по виробничому потенціалу Сахалінська область перебувала на 66-м місці в країні, то в 2004 році — уже на 46-м. І по фінансовому потенціалу область піднялася з 87-го місця в 1997 році на цілком гідне 45-е місце в 2004-м. По загальному обсягу промислового виробництва область вийшла на 4-е місце у ДСФО після Якутії, Хабаровського й Приморського країв.
Відповідно, за останнє десятиліття суттєво знизився (на 30 місць) економічний ризик інвестування. Досить низькі в області також екологічний, кримінальний і фінансовий ризики.
Особливості інвестиційного клімату Сахалінської області визначили не тільки розуміння неминучості високих ризиків інвестування, але й високий інтерес інвесторів до потенціалу регіону, що вивело область у безумовні лідери по показниках залучення інвестицій серед регіонів Російської федерації.
Однак значні обсяги інвестицій вкладаються, по суті, у море, у нафтогазодобування. Сама ж Сахалінська область і її жителі майже не відчули тих інвестицій. Перспективи поліпшення інвестиційного клімату області пов'язані з розвитком і модернізацією економіки регіону в місцях масового проживання людей. Це слід починати робити з розвитку комунікацій, інженерної й транспортної інфраструктури, створення повноцінного середовища життєдіяльності населення.

## Промисловість
Сахалінська область спеціалізується на видобутку й переробці риби, виробництві продукції лісової, деревообробної й целюлозно-паперової промисловості. В області ведеться видобуток нафти, газу, вугілля.
Основні галузі промисловості: харчова, лісова, деревообробна, целюлозно-паперова, легка промисловість; паливна, виробництво будматеріалів. Сахалінська область є монополістом у Росії по виробництві харчового агару.

## Адміністративно-територіальний поділ
Станом на 2021 рік Сахалінська область має 18 міських округів:
| № п/п | Міський округ                     | Площа, км² | Населення, осіб (2002) | Населення, осіб (2010) | Населення, осіб (2019) | Адміністративний центр      | Населені пункти |
| ----- | --------------------------------- | ---------- | ---------------------- | ---------------------- | ---------------------- | --------------------------- | --------------- |
| 1     | Александровськ-Сахалінський район | 4777,4     | 17513                  | 13404                  | 10887                  | Александровськ-Сахалінський | 14              |
| 2     | Анівський міський округ           | 2684,8     | 15272                  | 17533                  | 19569                  | Аніва                       | 14              |
| 3     | Долинський міський округ          | 2441,6     | 28204                  | 25899                  | 24001                  | Долинськ                    | 13              |
| 4     | Корсаковський міський округ       | 2623,6     | 45336                  | 41411                  | 40838                  | Корсаков                    | 18              |
| 5     | Курильський міський округ         | 5145,9     | 7108                   | 7359                   | 6485                   | Курильськ                   | 7               |
| 6     | Макаровський міський округ        | 2148,4     | 9774                   | 8579                   | 7731                   | Макаров                     | 11              |
| 7     | Невельський міський округ         | 1445,4     | 26864                  | 17558                  | 15098                  | Невельськ                   | 11              |
| 8     | Ноглицький міський округ          | 11294,8    | 13576                  | 12124                  | 11333                  | Ноглики                     | 12              |
| 9     | Охинський міський округ           | 14815,9    | 33489                  | 25855                  | 22222                  | Оха                         | 11              |
| 10    | Поронайський міський округ        | 7284,3     | 28811                  | 21686                  | 21578                  | Поронайськ                  | 13              |
| 11    | Сєверо-Курильський міський округ  | 3501,2     | 2592                   | 2536                   | 2485                   | Сєверо-Курильськ            | 2               |
| 12    | Смирнихівський міський округ      | 10457,4    | 15063                  | 13142                  | 11742                  | Смирних                     | 14              |
| 13    | Тимовський міський округ          | 6312,7     | 19099                  | 16212                  | 14119                  | Тимовське                   | 25              |
| 14    | Томаринський міський округ        | 3169,3     | 11678                  | 9457                   | 7859                   | Томарі                      | 14              |
| 15    | Углегорський міський округ        | 3965,6     | 30200                  | 22537                  | 17306                  | Углегорськ                  | 17              |
| 16    | Холмський міський округ           | 2279,0     | 40115                  | 41925                  | 36568                  | Холмськ                     | 24              |
| 17    | Южно-Курильський міський округ    | 1856,1     | 9727                   | 9501                   | 11817                  | Южно-Курильськ              | 10              |
| 19    | Южно-Сахалінський міський округ   | 905,0      | 182576                 | 189010                 | 208000                 | Южно-Сахалінськ             | 1               |